# Tribe 8
Tribe 8 – amerykański punkrockowy zespół muzyczny powstały w 1995 r. w San Francisco. Jeden z najbardziej skandalizujących girlsbandów w historii muzyki. Uznawany za jednego z prekursorów gatunku queercore, swą nazwę zaczerpnął od lesbijskiej praktyki trybadyzmu. Nazwa „tribe eight” jest nieprzetłumaczalną grą słów, odpowiadającą określeniu tribade, będącym ówcześnie powszechnie używanym synonimem lesbijstwa.

## Historia zespołu
Powstanie zespołu wiąże się z początkiem lat 90. XX wieku, kiedy to wokalistka Lynn Breedlove oraz gitarzystki Lynn Flipper i Leslie Newman wpadły na pomysł założenia zespołu. Zespół miał w sobie łączyć mocne punkrockowe granie z zaangażowaniem w promowanie lesbijskich wartości, popularnej ówcześnie subkultury dyke. Początki nie należały do najłatwiejszych, gdyż żadna z założycielek nie miała wcześniej doświadczenia w zespole muzycznym, a nawet w grze na czymkolwiek. Sytuacja zmieniła się po spotkaniu Jello Biafra, byłego członka grupy Dead Kennedys, który po odejściu założył własną wytwórnię płytową Alternative Tentacles. Pod flagą tej wytwórni w latach 1995–1996 Tribe 8 wydało swoje dwie płyty długogrające.
Zespół Tribe 8 często koncertował, odbywając tournée po Stanach Zjednoczonych, występował też poza granicami, m.in. w Europie czy Kanadzie. Podczas koncertów wokalistka Lynn Bredlove najczęściej występowała topless, ubrana w strap-on dildo, prowokując widownię do kontaktu i interakcji z tym gadżetem. Odpowiednio dostosowana tematyka utworów poruszała takie kwestie jak S/M, nagość, fellatio czy transgenderyzm. Siłą rzeczy występy zespołu budziły więc kontrowersje. Zespół miał problemy podczas występów w Michigan, zaś podczas europejskiego tournée występ w Hamburgu został przerwany.
W roku 1996 zespół zadebiutował na ekranie w wyreżyserowanym przez Todda Morrisa filmie A Gun For Jennefer. Grupa wystąpiła też na żywo w wydanym w 1997 roku filmie dokumentalnym She's Real, Worse Than Queer w reżyserii Lucy Thane. W roku 2003 ukazał się film Tracy Flannigan zatytułowany Rise Above: A Tribe 8 Documentary. Film ten będący dokumentacją rozmaitych performance'ów zespołu opowiada również o zapleczu muzycznej sceny queercore, a przede wszystkim o inspiracjach i motywacjach członkiń zespołu, w tym roli samego zespołu w ich życiu. Film ten otrzymał wiele nagród na festiwalach w Stanach Zjednoczonych.

## Działalność pozamuzyczna
Poza działalnością w zespole Lynn Breedlove jest autorką opublikowanej w 2002 roku powieści Godspeed. Pozycja ukazała się również drukiem w Niemczech jako Goetterspeed. Lynn jest też autorką wspomnień Lynnee Breedlove's One Freakshow opublikowanych w 2009. Pozycja ta wygrała w roku 2010 Lambda Award for Transgender Writing. Również  Breedlove napisała scenariusz, współreżyserowała, współpracowała przy produkcji i w końcu wystąpiła w krótkim filmie Godspeed opartym na motywach jej powieści. Premiera filmu, w którym wystąpili w nim tacy aktorzy jak Jillian Lauren, Adam Horowitz, Leslie Mah, Bucky Sinister, Meliza Banales czy Jewelle Gomez, odbyła się w roku 2007. W latach 2004–2009 odbyła światowe tournée ze swoim solowym, komediowym programem zatytułowanym Lynnee Breedlove's One Freak Show. Program ten również zawierał odniesienia do transgenderyzmu czy feminizmu. Obecnie prowadzi w Kalifornii firmę Homobiles, będącą usługą transportową dla członków społeczności LGBT.
Leslie Mah wystąpiła w rozmaitych produkcjach filmowych, takich jak The Yo-Yo Gang G. B. Jonesa; Shut Up White Boy, w reżyserii Vu T. i Thu Ha; w roku 1998 wyprodukowała też własny film Estrofemme. Obecnie prowadzi studio tatuażu.
Jen Schwartz jest wokalistką, kompozytorką, multiinstrumentalistką i producentką swojego solowego albumu Candy from a Stranger wydanego w roku 2000. Jest też właścicielką firmy Rampage Productions, świadczącej usługi scenie muzycznej Los Angeles. W roku 2010 założyła zespół Me of a Kind. Debiutancki album grupy You Are Here ukazał się w roku 2011 nakładem Rampage Productions.

## Skład zespołu
Skład zespołu zmieniał się w ciągu lat istnienia, stałymi członkami były wyłącznie Lynn Breedlove i Leslie Mah. Innymi grającymi w grupie muzykami byli: Flipper, Slade Bellum, Jen Schwartz, Mama T, Kat Buell, i Tantrum.

## Dyskografia

### Albumy i EPki[13]
- By the Time We Get to Colorado EP, 1995, Outpunk Records
- Roadkill Cafe EP, 1995, Alternative Tentacles
- Fist City 1995 Alternative Tentacles
- Snarkism 1996, Alternative Tentacles
- Role Models for Amerika 1998 Alternative Tentacles
- Thanx For the Mammaries 2005 Self

### Single
- Pig Bitch EP 7", 1991, Harp Records
- Bitches and Brews split 7" singiel z Blatz 1992 Lookout! Records
- Allen's Mom EP 1994, Outpunk Records

### Kompilacje
- There's a Dyke in the Pit 7" EP, 1991 Outpunk
- Stars Kill Rock, 1993 Kill Rock Stars
- Outpunk Dance Party, 1996 Outpunk
- New Women's Music Sampler, 1999, Mr Lady